# Torvothrips kosztarabi
Torvothrips kosztarabi är en insektsart som beskrevs av Johansen 1980. Torvothrips kosztarabi ingår i släktet Torvothrips och familjen rörtripsar. Inga underarter finns listade i Catalogue of Life.